# Жага (Камник)
Жага (словен. Žaga) — поселення в общині Камник, Осреднєсловенський регіон, Словенія. Висота над рівнем моря: 1495,9 м.